# Vilanova de Meià (samhälle)
Vilanova de Meià är ett samhälle i Spanien.   Det ligger i provinsen Província de Lleida och regionen Katalonien, i den nordöstra delen av landet, 400 km öster om huvudstaden Madrid. Vilanova de Meià ligger 608 meter över havet och antalet invånare är 433.
Terrängen runt Vilanova de Meià är huvudsakligen kuperad, men åt nordväst är den bergig. Runt Vilanova de Meià är det glesbefolkat, med 12 invånare per kvadratkilometer. Närmaste större samhälle är Artesa de Segre, 11,4 km söder om Vilanova de Meià. Trakten runt Vilanova de Meià består till största delen av jordbruksmark.